# Money, Money, Money
«Money, Money, Money» (Dinero, dinero, dinero) es una canción y un sencillo que publicó el grupo sueco ABBA en 1976.

## La canción
Fue escrita por Benny, Björn y Stig y grabada el 17 de mayo de 1976,
 en el estudio Metronome en Estocolmo, llamada primeramente "Gypsy Girl". La canción cuenta como una mujer que está harta de trabajar por un poco de dinero, planea encontrar un hombre rico que la mantenga y cumpla todos sus caprichos. Este tema viene incluido en el álbum Arrival como la pista número 6.
A pesar de llegar después del gran suceso de Dancing Queen, la canción no se vio eclipsada y conquistó el número uno en varios países, entre ellos Australia (su último n.º 1 en ese país), Nueva Zelanda, Países Bajos, Bélgica, Francia, Alemania y México. Sin embargo, en el Reino Unido y Estados Unidos la canción sólo alcanzó los puestos n.º 3 y nº56 respectivamente.
Cuando la canción fue presentada por primera vez en televisión, ABBA lucía trajes del estilo de "Cabaret" de 1972. Comúnmente era interpretada por el grupo en sus tours de 1977, de 1979 y de 1980.
La canción forma parte del musical Mamma Mia!, basado en las canciones de ABBA.

## Crazy World
Crazy World (Mundo loco), fue el lado B de este sencillo. Fue escrita por Benny, Björn y Stig. Fue grabada el 23 de octubre de 1974, en el Glenstudio en Stocksund, llamada primeramente "A Crazy World" e "Ing. Saltet", con la intención de que saliera en el tercer álbum del grupo. Sin embargo, no se publicó hasta que se lanzó como lado B del sencillo. Curiosamente, forma parte del disco ABBA, como tema extra nº12.

## El vídeo
Fue hecho el 18 de septiembre de 1976, en los estudios SVT, y en Slussen, Suecia. Como dice la canción, el grupo sale alardeando de riquezas, con joyas, dinero y automóviles. Frida canta en la oscuridad con un sombrero, y el grupo también aparece en sus famosos kimonos. Fue dirigido por Lasse Hallström.
Actualmente está disponible en los DVD: The Definitive Collection (DVD), ABBA Gold (DVD) y ABBA Number Ones (DVD)

## Listas
| Lista                                     | Posición |
| ----------------------------------------- | -------- |
| Alemania Top 50 Airplay Singles           | 1        |
| Alemania Top 50 Sales Singles             | 1        |
| Australia Top 50 ARIA Singles             | 1        |
| Bélgica Top 30 BRT Singles                | 1        |
| Bélgica Top 30 Humo Singles               | 1        |
| Costa Rica Top 50 Radio Uno Singles       | 1        |
| Francia Ventas de Singles                 | 1        |
| Francia Singles & Airplay Reviews         | 1        |
| Israel Singles                            | 1        |
| México Lista de Sencillos Internacionales | 1        |
| Nueva Zelanda Top 40 RIANZ Singles        | 1        |
| Holanda Top 30 National Hitparade Singles | 1        |
| Holanda Dutch Top 40 Singles              | 1        |
| Eurochart Hot 100 Singles                 | 1        |
| Yugoslavia, Top 20 Jugoslavija Singlovi   | 1        |
| Irlanda Top 30 IRMA Singles               | 2        |
| Finlandia Sousikki Singles                | 2        |
| Noruega Top 20 VG Singles                 | 2        |
| Austria Top 75 Singles                    | 3        |
| Portugal Singles Top 20                   | 3        |
| UK Singles Chart                          | 3        |
| Suiza Top 100 Singles                     | 3        |
| Finlandia Top 40 YLE Singles              | 7        |
| Dinamarca Top 40 Singles                  | 9        |
| Zimbabue Top 20 Singles                   | 16       |
| E.U.A. Billboard Adult Cotempoorany       | 38       |
| Canadá Top 100 RPM Weekly Singles         | 47       |
| E.U.A. Top 100 Record World Singles       | 54       |
| Billboard Hot 100                         | 56       |
| E.U.A. Top 100 Cashbox Singles            | 63       |

### Trayectoria en las listas
| Posición | 84 | 82 | 71 | 64 | 56 | 64 | 96 |

| Posición | 34 | 10 | 6 | 3 | 5 | 3 | 3 | 4 | 3 | 8 | 17 | 34 |

| Posición | 53 | 5 | 1 | 1 | 1 | 1 | 1 | 1 | 2 | 4 | 8 | 11 | 20 | 20 | 28 | 64 | 70 | 82 |

### Listas de Fin de Año
| País          | Posición | Año  |
| ------------- | -------- | ---- |
| Israel        | 8        | 1977 |
| Alemania      | 15       | 1977 |
| Australia     | 7        | 1976 |
| Bélgica       | 22       | 1976 |
| Bélgica       | 60       | 1977 |
| Francia       | 22       | 1977 |
| Nueva Zelanda | 51       | 1976 |
| Países Bajos  | 37       | 1976 |
| Reino Unido   | 95       | 1976 |

## Certificaciones
| País        | Certificación | Ventas    |
| ----------- | ------------- | --------- |
| Francia     | Oro           | + 250 000 |
| Reino Unido | Oro           | + 430 000 |